# Sloanea lepida
Espèce
Statut de conservation UICN

 EN  : En danger
Sloanea lepida est une espèce de plantes de la famille des Elaeocarpaceae.

## Publication originale
- Adansonia: recueil périodique d'observations botanique, n.s. 20(1): 103. 1980.